# Coppa Intercontinentale 2024 (pallacanestro)
La Coppa intercontinentale di pallacanestro 2024 è stata la 34ª edizione della Coppa intercontinentale di pallacanestro. Il torneo si è disputato, per il secondo anno consecutivo come previsto dall'accordo triennale con il Governo di Singapore, al Singapore Indoor Stadium, palazzetto di Singapore dal 12 al 15 settembre 2024.
Per la prima volta nella storia della competizione una squadra proveniente dall'Oceania è stato inclusa nei partecipanti, portando a cinque il numero dei continenti rappresentati nella competizione. 
I campioni in carica del Franca Basquetebol Clube,non sarà in grado di difendere il titolo poiché è stato eliminato nei quarti di finale della stagione BCL Americas 2023-2024.
Durante il torneo, la FIBA Hall of Fame terrà la cerimonia per l'inserimento di nuovi membri nella Hall of Fame del basket mondiale.

## Teams
La squadra argentina del Quimsa è stata la prima a qualificarsi per la Coppa Intercontinentale il 14 aprile, grazie alla vittoria della Basketball Champions League Americas 2023-2024, conquistando la seconda qualificazione della sua storia alla competizione. Debutta la squadra spagnola Unicaja, qualificatasi grazie alla vittoria della Basketball Champions League 2023-2024.Il Petro de Luanda dall'Angola si è qualificato come campione della Basketball Africa League 2024, diventando la prima squadra dell'Africa subsahariana a conquistare il pass per la competizione. I libanesi dell'Al Riyadi si sono invece qualificati in virtù della vittoria nella Basketball Champions League Asia 2024, diventando la prima squadra a qualificarsi attraverso questa competizione competizione. La NBA G League invierà una squadra di giocatori selezionati, denominata "NBA G League United", poiché la precedente squadra di rappresentanza, la NBA G League Ignite, è stata sciolta all'inizio dell'anno. I Tasmania JackJumpers, vincitori della NBL 2023-2024, sono diventate la prima squadra dell'Oceania ad essere inclusa nella competizione, escludendo i St. Kilda Saints Basketball che avevano giocato, 43 anni prima, nella Coppa Intercontinentale 1981.
| Squadra              | Metodo qualificazione                                           | Data qualificazione | Partecipazioni | Note         |
| -------------------- | --------------------------------------------------------------- | ------------------- | -------------- | ------------ |
| Quimsa               | Campione della Basketball Champions League Americas 2023-2024   | 14 Aprile 2024      | 1 (2021)       | [ 4 ]        |
| Unicaja              | Campione della Basketball Champions League 2023-2024            | 28 Aprile 2024      | Debutto        | [ 8 ]        |
| Petro de Luanda      | Campione della Basketball Africa League 2024                    | 1 Giugno 2024       | Debutto        | [ 9 ]        |
| Al Riyadi            | Campione della Basketball Champions League Asia 2024            | 15 Giugno 2024      | Debutto        | [ 6 ]        |
| NBA G League United  | Rappresentativa della NBA G League                              | 18 Giugno 2024      | Debutto        | [ 2 ]        |
| Tasmania JackJumpers | Campione della National Basketball League (Australia) 2023-2024 | 31 Marzo 2024       | Debutto        | [ 2 ] [ 11 ] |

## Fase a gironi
Tutte le partite sono state giocate secondo l'orario locale (UTC+8)

### Gruppo A
| Pos | Squadra          | G | V | P | PF  | PS  | DP  | Pt | Qualificazione                       |
| --- | ---------------- | - | - | - | --- | --- | --- | -- | ------------------------------------ |
| 1   | Málaga           | 2 | 2 | 0 | 190 | 137 | +53 | 4  | Qualificata alla finale              |
| 2   | Al-Riyadi Beirut | 2 | 1 | 1 | 139 | 171 | −32 | 3  | Qualificata alla finale terzo posto  |
| 3   | Petro Atlético   | 2 | 0 | 2 | 153 | 174 | −21 | 2  | Qualificata alla finale quinto posto |

| Arbitri: | Johnny Batista Carlos Peralta James Alexander Boyer |

|                      |            |              |
| Castro 18            | Punti      | 16 Kalinoski |
| Diabaté, Domingos 6  | Assist     | 7 Osetkowski |
| Castro 9             | Rimbalzi   | 8 Osetkowski |
| Sergio Valdeolmillos | Allenatori | Ibon Navarro |

| Arbitri: | Julio Anaya Wojciech Liszka Sun Jian |

|              |            |              |
| Kikanović 19 | Punti      | 17 Perry     |
| Gyokchyan 5  | Assist     | 5 Díaz       |
| Kikanović 8  | Rimbalzi   | 7 Perez      |
| Ahmad Farran | Allenatori | Ibon Navarro |

| Arbitri: | Johnny Batista Yann Vezo Davidson James Alexander Boyer |

|                      |            |              |
| Gakou 20             | Punti      | 20 Harris    |
| Diabaté 7            | Assist     | 6 Gyokchyan  |
| Diabaté 8            | Rimbalzi   | 10 Gyokchyan |
| Sergio Valdeolmillos | Allenatori | Ahmad Farran |

### Gruppo B
| Pos | Squadra             | G | V | P | PF  | PS  | DP  | Pt | Qualificazione                       |
| --- | ------------------- | - | - | - | --- | --- | --- | -- | ------------------------------------ |
| 1   | NBA G League United | 2 | 2 | 0 | 154 | 139 | +15 | 4  | Qualificata alla finale              |
| 2   | Tasmania JackJ.     | 2 | 1 | 1 | 157 | 137 | +20 | 3  | Qualificata alla finale terzo posto  |
| 3   | Quimsa              | 2 | 0 | 2 | 124 | 159 | −35 | 2  | Qualificata alla finale quinto posto |

| Arbitri: | Julio Anaya Wojciech Liszka Yann Vezo Davidsaon |

|             |            |                     |
| Burton 17   | Punti      | 12 Romano           |
| Toscano 6   | Assist     | 3 quattro giocatori |
| Baker 10    | Rimbalzi   | 16 Miller           |
| Paul Hewitt | Allenatori | Sebastian Gonzalez  |

| Arbitri: | Johnny Batista Boris Krejic Ariadna Chueca |

|             |            |                      |
| Crawford 15 | Punti      | 11 Brussino, Tabarez |
| Krslovic 4  | Assist     | 3 Sansimoni, Romano  |
| Magnay 9    | Rimbalzi   | 11 Miller            |
| Scott Roth  | Allenatori | Sebastian Gonzalez   |

| Arbitri: | Julio Anaya Carlos Peralta Boris Krejic |

|                 |            |             |
| Brown 23        | Punti      | 24 Crawford |
| Burton 5        | Assist     | 5 Magnay    |
| tre giocatori 6 | Rimbalzi   | 10 Te Rangi |
| Paul Hewitt     | Allenatori | Scott Roth  |

## Fase finale

### Finale 5º posto
| Arbitri: | Johnny Batista Ariadna Chueca Yann Vezo Davidson |

|                      |            |                    |
| Gakou 20             | Punti      | 13 Romano          |
| Diabaté 6            | Assist     | 8 Brussino         |
| Gardner 10           | Rimbalzi   | 6 Brussino, Miller |
| Sergio Valdeolmillos | Allenatori | Leandro Ramella    |

#### Finale 3º posto
| Arbitri: | Boris Krejic Carlos Peralta Sun Jian |

|                     |            |            |
| Gyokchyan 19        | Punti      | 19 Magnay  |
| Arakji, Gyokchyan 6 | Assist     | 6 Doyle    |
| Gyokchyan, Harris 8 | Rimbalzi   | 7 Magnay   |
| Ahmad Farran        | Allenatori | Scott Roth |

#### Finale
| Arbitri: | Julio Anaya Wojciech Liszka James Alexander Boyer |

|               |            |                          |
| Osetkowski 15 | Punti      | 20 Bowden                |
| Perry 8       | Assist     | 3 Bowden, Burton, Foster |
| Kravish 7     | Rimbalzi   | 6 Brown                  |
| Ibon Navarro  | Allenatori | Paul Hewitt              |

| Quintetto titolare | Quintetto titolare | Quintetto titolare | Pt | Rim | Ass |
| ------------------ | ------------------ | ------------------ | -- | --- | --- |
| AG                 | 1                  | Dylan Osetkowski   | 15 | 4   | 2   |
| G                  | 6                  | Kameron Taylor     | 10 | 5   | 3   |
| AP                 | 7                  | Jonathan Barreiro  | 2  | 4   | 0   |
| P                  | 55                 | Kendrick Perry     | 8  | 5   | 8   |
| C                  | 77                 | Yankuba Sima       | 13 | 6   | 0   |
| Panchina:          |                    |                    |    |     |     |
| AC                 | 0                  | Tyson Pérez        | 4  | 6   | 2   |
| AP                 | 3                  | Melvin Ejim        | 0  | 1   | 0   |
| G                  | 4                  | Tyler Kalinoski    | 13 | 1   | 2   |
| P                  | 9                  | Alberto Díaz       | 1  | 3   | 2   |
| PG                 | 11                 | Tyson Carter       | 0  | 2   | 3   |
| AP                 | 14                 | Nihad Đedović      | 1  | 1   | 2   |
| C                  | 45                 | David Kravish      | 8  | 7   | 0   |
| Allenatore:        |                    |                    |    |     |     |
| Ibon Navarro       |                    |                    |    |     |     |

| Unicaja Málaga |  | NBA G League United |

| Unicaja Málaga | Statistiche        | NBA G League United |
| -------------- | ------------------ | ------------------- |
|                | Statistiche        |                     |
| 20/42 (47.6%)  | Tiro da 2          | 14/39 (35.9%)       |
| 6/29 (20.7%)   | Tiro da 3          | 8/29 (27.6%)        |
| 17/25 (68.0%)  | Tiri liberi        | 8/11 (72.7%)        |
| 12             | Rimbalzi offensivi | 7                   |
| 41             | Rimbalzi difensivi | 32                  |
| 53             | Rimbalzi totali    | 39                  |
| 24             | Assist             | 15                  |
| 11             | Palle perse        | 15                  |
| 10             | Palle rubate       | 4                   |
| 1              | Stoppate           | 2                   |
| 17             | Falli              | 23                  |

| Vincitrice Coppa Intercontinentale 2024 |
| --------------------------------------- |
| Málaga (1º titolo)                      |

| Quintetto titolare | Quintetto titolare | Quintetto titolare | Pt   | Rim  | Ass  |
| ------------------ | ------------------ | ------------------ | ---- | ---- | ---- |
| PG                 | 2                  | Charlie Brown      | 5    | 6    | 1    |
| G                  | 3                  | Brodric Thomas     | 6    | 5    | 1    |
| AP                 | 4                  | Deonte Burton      | 5    | 5    | 3    |
| A                  | 6                  | Juan Toscano       | 7    | 4    | 1    |
| C                  | 7                  | Rob Baker          | 7    | 3    | 1    |
| Panchina:          |                    |                    |      |      |      |
| P                  | 1                  | Keisei Tominaga    | 3    | 2    | 0    |
| G                  | 5                  | Jordan Bowden      | 20   | 2    | 3    |
| P                  | 8                  | Isaiah Wong        | n.e. | n.e. | n.e. |
| G                  | 10                 | Taze Moore         | n.e. | n.e. | n.e. |
| C                  | 11                 | Michael Foster     | 4    | 4    | 3    |
| AP                 | 13                 | M.J. Walker        | 3    | 3    | 2    |
| Allenatore:        |                    |                    |      |      |      |
| Paul Hewitt        |                    |                    |      |      |      |